# Le Grand Soir (Prison Break)
 (décembre 2020).
Si vous disposez d'ouvrages ou d'articles de référence ou si vous connaissez des sites web de qualité traitant du thème abordé ici, merci de compléter l'article en donnant les références utiles à sa vérifiabilité et en les liant à la section « Notes et références ».
Pour les articles homonymes, voir Le Grand Soir (homonymie).
Le Grand Soir est le vingt-et-unième épisode du feuilleton télévisé Prison Break. C'est dans cet épisode que se déroule l'évasion planifié par le personnage Michael Scofield.

## Résumé
Scofield se dévoile devant le directeur en le menaçant avec un couteau. Il le force à transférer Burrows à l'infirmerie avant que Michael l'assomme et l'enferme attaché dans le placard. Puis Michael quitte le bureau en faisant croire à sa secrétaire que le directeur est en entretien téléphonique et retrouve sa cellule. Pendant ce temps, Bellick essaie désespérément de se libérer. A 18h59, Sucre panique car il a oublié de dévisser les toilettes.
Nick aussi dévoile son jeu : il travaille pour Abruzzi en échange de la liberté de son père. Il menace Veronica pour l'amener à l'aérodrome, comme garantie que Scofield révèlera l'emplacement de Fibonacci à Abruzzi. Mais en cours de route Nick décide de laisser partir l'avocate pour retrouver Steadman dans le Montana. Puis il retrouve son père, mais sont tous deux sont assassinés par un tueur de la mafia présent sur les lieux. Avant de mourir, Nick s'est assuré que la mafia ne retrouvera Veronica. À la suite de mauvais choix politiques, le Cartel veut écarter la Vice-présidente, ce qui signifie qu'ils vont devoir la tuer. Mais Caroline ne compte pas se laisser faire et cherche un moyen de répliquer.
Le moment venu à 19h, une fois les toilettes dévissés, la bande de Scofield se glisse dans le trou de la cellule de Michael et Sucre : C-Note est le premier à passer pour échapper in extremis à Trumpets qui cherchait à le tuer, suivi par  Westmoreland, l'Acrobate, Manche, Abruzzi, T-Bag, Sucre et Scofield. Ils ont blanchi des vêtements pour se faire passer pour des prisonniers de l'asile psychiatrique. Ils courent le long des tunnels et trouvent Bellick qui parvient à se libérer avant que celui-ci ait réussi à alerter les autres gardiens.
Michael lui vole son uniforme et part seul en reconnaissance pendant que ses camarades mettent leur faux uniformes de psychiatrie. Quelques instants plus tard, Michael déclenche l'alarme incendie de  l'aile psychiatrique afin de faire sortir tous ses détenus. Une fois l'alarme éteinte, les détenus sont ramenés dans leur quartier, tandis que Michael (se faisant passer pour un gardien) escorte son équipe en les faisant passer pour des retardataires, non sans neutraliser le garde à l'entrée. Pendant ce temps, Sara revient à l'infirmerie et repart avec un flacon de morphine non sans avoir laissé la porte ouverte. En partant, Sara se met à pleurer. Pendant ce temps, la secrétaire découvre que Pope n'est pas dans son bureau et alerte les gardiens sur sa disparition.
Après avoir traversé l'aile psychiatrique, l'équipe s'introduit dans l'infirmerie où ils libèrent Burrows. T-Bag en profite pour voler une paire de menotte au gardien qui vient d'être assommé. L'équipe passe la porte de l'infirmerie (non fermée par Sara) et utilise une lance d'incendie et un ascenseur pour enlever les barreaux de la fenêtre de l'infirmerie. A ce moment-là, le Disjoncté se joint à l'équipe après les avoir menacé de les dénoncer aux gardiens par radio. Lincoln est le premier à traverser le câble reliant l'infirmerie au mur d'extérieur, suivi par Abruzzi, puis Sucre. Mais à ce moment-là, Westmoreland s'effrondre et ne peut plus suivre à cause de sa blessure. Charles dévoile à Michael qu'il a caché un magot de 5 millions de dollars qu'il a volé à l'Etat dans un terrain dans l'Utah, mais cette conversation est entendue par les autres détenus encore présents dans la pièce. À la suite de la conversation, l'Acrobate, puis T-Bag et C-Note traversent le fil à leur tour. Michael abandonne Charles à son sort et Manche lui laisse passer devant lui. 
Au même moment, Pope est retrouvé séquestré dans le placard de son bureau et celui-ci fait déclencher l'alarme. Alors que Michael continue de traverser, Manche est le dernier à traverser malgré l'alarme, mais le câble se décroche avec lui en raison de son surpoids et se retrouve capturé par les gardiens, tandis que Michael arrive au mur aidé par son frère. Huit détenus viennent de s'évader de Fox River !

## Informations détaillées

### Chronologie
Les événements de cet épisode se déroulent le 27 mai, date de l'évasion.

### Erreurs
Après que Lincoln ait décidé d'emmener le disjoncté avec eux dans leur évasion, sous la menace qu'il révèle leur plan aux gardiens, le disjoncté jette la radio qu'il tenait dans les mains. Pourtant, quelques secondes plus tard, pendant que Lincoln se suspend au câble, le disjoncté tient toujours cette radio entre ses mains.